# Громов Сидір Григорович
Громов Сидір Григорович (1(13) жовтня 1891 — 17 квітня 1983) — український режисер, народний артист Туркменської РСР (з 1955 р.)

## Навчання
Закінчив драматичні курси Є.Недєліна в Києві.

## Творча діяльність
У 1918—1927 роках працював у театрах Києва і Харкова. Серед вистав в Україні — «Заколот» за Дмитром Фурмановим (1926 р.).